# 와일드블루
와일드블루(WILD BLUE)는 일본의 음악 그룹이다. 2024년 싱글 [WILD BLUE]로 데뷔했다.

## 음반
- WILD BLUE (2024)
- First Light (2024)
- Bubbles (2024)
- Our Magic (2025)